# Song Eui-jin

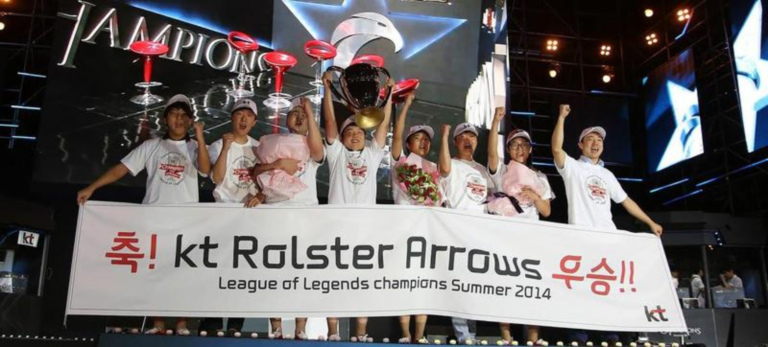
KT Rolster Arrows nach dem OGN Champions-Korea-Turniersieg (Sommer 2014)

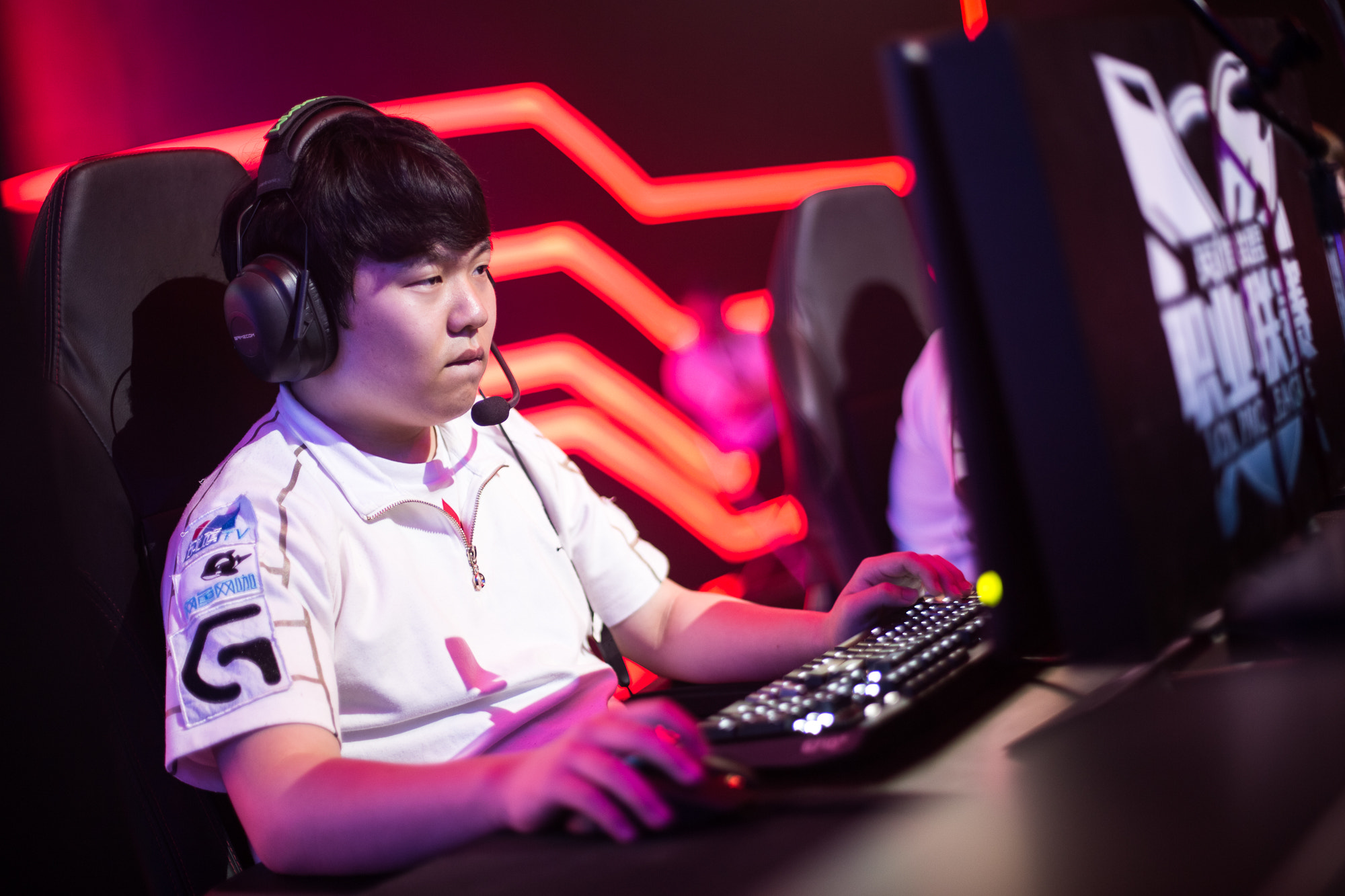
Song Eui-jin bei einer Partie in der chinesischen Profiliga LPL (2015)

Song „Rookie“ Eui-jin  (kor. 송의진; * 11. März 1997) ist ein professioneller südkoreanischer E-Sportler im Computerspiel League of Legends. Er spielt auf der Position des Midlaners. Den überwiegenden Teil seiner Profikarriere spielte er für das chinesische Team Invictus Gaming, mit dem er unter anderem die Weltmeisterschaft im Jahr 2018 gewann. Ende 2021 verließ er Invictus Gaming, aktuell spielt er für das Team Ninjas in Pyjamas. (Stand: Ende 2024)

## Karriere

### Beginn in Südkorea
Die Profikarriere von Song Eui-jin (Nickname: Rookie) begann beim koreanischen Team KT Rolster Arrows. Bereits bei seinem ersten Profiturnier, der Frühlings-Saison der OGN Champions Korea 2014 erzielte das Team einen Achtungserfolg. In der Gruppenphase konnte der zu diesem Zeitpunkt amtierende Weltmeister und Rivale SK Telecom T1 K um Star-Midlaner Lee „Faker“ Sang-hyeok mit 2:0 bezwungen werden. Im weiteren Turnierverlauf unterlagen die KT Arrows im Viertelfinale gegen CJ Entus Blaze mit 1:3. 
Bei der folgenden Sommer-Saison des OGN-Champions-Turniers konnten die Arrows den Turniersieg feiern, nachdem sowohl im Viertel-, Halb- und Finale die jeweiligen Kontrahenten knapp mit 3:2 geschlagen werden konnten. Allerdings verpasste das Team in der Folge die Qualifikation für die League-of-Legends-Weltmeisterschaft im Herbst. 
Im Dezember 2014 wurde bekannt, dass sowohl Rookie als auch sein Teamkollege Lee „KaKAO“ Byung-kwon zum chinesischen Team Invictus Gaming (iG) wechseln. 

### Zeit mit Invictus Gaming
Im ersten Jahr in der chinesischen Profiliga (LPL) konnte Rookie mit iG sowohl in der Frühlings- als auch in der Sommersaison den dritten Platz belegen. Erstmals gelang ihm auch die Qualifikation für die WM. Dort schied iG jedoch mit einer Bilanz von zwei Siegen aus sechs Spielen in der Gruppenphase aus. 
In den Jahren 2016 und 2017 blieb dem Team jeweils die Qualifikation für die WM verwehrt und auch in den LPL war das beste Ergebnis lediglich ein weiterer Dritter Platz (Sommer 2017). Zum Ende des Jahres 2017 ersetzte iG Teile der Mannschaft, unter anderem stießen Gao „Ning“ Zhen-Ning (VR China) und Kang „TheShy“ Seung-lok (Südkorea) zum Team hinzu. Mit neuer Aufstellung gelang iG 2018 zunächst Platz vier in der Frühlingssaison und wenig später der zweite Platz in der Sommersaison der LPL. Jeweils wurde Rookie als wertvollster Spieler der Ligaphase ausgezeichnet. 
Beim Saisonhöhepunkt, der Weltmeisterschaft 2018, präsentierte sich Invictus Gaming in Topform. Nach fünf Siegen aus sechs Spielen in der Gruppenphase und einem vergleichsweise knappen 3:2-Viertelfinalsieg über Rookies ehemaliges Team KT Rolster gab das Team im Halbfinale und Finale gegen die europäischen Vertreter G2 Esports und Fnatic keinen Mappunkt mehr ab. Mit dem Turniersieg gewann die Mannschaft auch über 2,4 Milion US-Dollar Preisgeld. Invictus Gaming war das erste Team aus der VR China, das den Weltmeistertitel in League of Legends gewinnen konnte. Zwar ging der Titel des wertvollsten Spielers der WM 2018 an Rookies Teamkollegen Ning, bei den LPL-Awards Ende 2018 gewann er dafür die Auszeichnungen als "Bester Midlaner", "Bester ausländischer Spieler" und "wertvollster Spieler der Liga".
2019 konnte iG im Frühjahr auch erstmals eine LPL-Saison für sich entscheiden (Preisgeld: 1,5 Milion Yuan). Zum ersten Mal gelang Rookie somit die Qualifikation für das Mid-Season Invitational (MSI). Dort erreichte sein Team das Halbfinale. Für die Weltmeisterschaft 2019 qualifizierte iG ebenfalls erfolgreich und erreichte auch dort das Halbfinale. Das Turnieraus erfolgte in einem Duell zweier chinesischer Teams gegen den späteren Weltmeister FunPlus Phoenix. 
Nachdem die Jahre 2020 und 2021 für iG vergleichsweise erfolglos geblieben waren, wurde Ende 2021 bekannt, dass Rookie und Invictus Gaming künftig getrennte Wege gehen.

### 2022–2024
In den Jahren zwischen 2022 und 2024 spielte er für drei Teams: Victory Five, Top Esports und Ninjas in Pyjamas. Mannschafts-Titel oder weitere Qualifikationen für WM oder MSI blieben in dieser Zeit aus, allerdings konnte Rookie 2022 eine weitere Auszeichnung als wertvollster Spieler der LPL sammeln.